# ريتشارد مانينغ جيفريز
ريتشارد مانينغ جيفريز (بالإنجليزية: Richard Manning Jefferies) (27 فبراير 1889 – 20 أبريل 1964) كان سياسيًا أمريكيًا ومشرّعًا بارزًا، شغل منصب الحاكم رقم 101 لولاية كارولاينا الجنوبية بين عامي 1942 و1943. امتدت مسيرته في السلك التشريعي لعقود، وقد عُرف بدعمه للتعليم والإصلاحات الإدارية.

## النشأة والتعليم
وُلد جيفريز في مقاطعة يونيون (التي أصبحت لاحقًا جزءًا من مقاطعة تشيروكي) في ولاية كارولاينا الجنوبية بتاريخ 27 فبراير 1889. تخرج من جامعة كارولاينا الجنوبية عام 1910، وانتقل إلى بلدة ريدج لاند، حيث بدأ مسيرته العملية كمدير لمدرسة ابتدائية، ثم درس القانون بشكل مستقل.

## المسيرة القانونية والسياسية
بعد قبوله في نقابة المحامين، انتقل إلى والتربورو وبدأ ممارسة المحاماة. في عام 1918، انتُخب قاضيًا للمواريث في مقاطعة كوليتون، ثم شغل لاحقًا مناصب في مجلس شيوخ الولاية، حيث أصبح أحد أبرز الشخصيات التشريعية في كارولاينا الجنوبية خلال فترة ما بين الحربين.

## الحاكمية
أصبح جيفريز حاكمًا للولاية في عام 1942 بعد استقالة سلفه بيرنيس ب. ريتشاردز لتولي منصب فيدرالي. ركزت فترة حكمه على دعم المجهود الحربي خلال الحرب العالمية الثانية، وتنظيم الموارد والإنتاج داخل الولاية، إضافة إلى تحسين الكفاءة الحكومية.

## ما بعد الحكم والوفاة
بعد انتهاء ولايته، واصل جيفريز العمل العام من خلال مناصب استشارية ومشاركة في شؤون الحزب الديمقراطي المحلي. توفي في 20 أبريل 1964.

## وصلات خارجية
- ريتشارد مانينغ جيفريز – موسوعة كارولاينا الجنوبية
- قائمة حكام كارولاينا الجنوبية – Carolana.com